# مقاطعة جيلمر (فرجينيا الغربية)
مقاطعة جيلمر هي مقاطعة في فيرجينيا الغربية، بلغ عدد سكانها 8٬693  نسمة، في 2010، عاصمتها غلينفيل، تبلغ مساحتها 881 كيلومتر مربع.

## الموقع
تشترك في الحدود مع:
- مقاطعة دودريدج (فرجينيا الغربية).